# 1926 في الأرجنتين
فيما يلي قوائم الأحداث التي وقعت خلال عام 1926 في الأرجنتين.

## رياضة
- 1 يناير – دوري الدرجة الأولى الأرجنتيني 1926 الفائز بوكا جونيورز.

## مواليد

### يناير
- 1 يناير – تيتو ألونسو ممثل أرجنتيني.
- 1 يناير – ثيلما ديل ريو ممثلة أرجنتينية.
- 13 يناير – ماريو تريجو كاتب أرجنتيني.
- 17 يناير – أنطونيو دومينغو بوسي

### مارس
- 12 مارس – ماريو خوسيه سيرا كهنوت أرجنتيني.

### أبريل
- 14 أبريل – هوغو موسر مخرج أفلام أرجنتيني.

### مايو
- 4 مايو – باسكوال بيريز ملاكم أرجنتيني.
- 9 مايو – باسكوال باتيستا مجدف أرجنتيني.

### يونيو
- 12 يونيو – أماديو كاريزو لاعب كرة قدم أرجنتيني.

### يوليو
- 4 يوليو – ألفريدو دي ستيفانو لاعب كرة قدم أرجنتيني.
- 9 يوليو – بيدرو ديلاتشا لاعب كرة قدم أرجنتيني.
- 15 يوليو – يوبولدو جالتييرى

### سبتمبر
- 27 سبتمبر – خورخي أنايا عسكري أرجنتيني.

### أكتوبر
- 8 أكتوبر – خوان هوبرغ لاعب كرة قدم أوروغواياني.
- 12 أكتوبر – سزار بيلي معماري أرجنتيني أمريكي.
- 25 أكتوبر – ماريا كونسيبسيون سيزار ممثلة أرجنتينية.

### نوفمبر
- 9 نوفمبر – راؤول مارتينيز مبارز بالسيف أرجنتيني.
- 11 نوفمبر – ألفريدو أوسكار سان جان عسكري أرجنتيني.
- 28 نوفمبر – لويس خورخي برييتو

### ديسمبر
- 25 ديسمبر – أرتورو روفا
- 26 ديسمبر – أنخيل أليغري لاعب كرة قدم أرجنتيني.

## وفيات

### أغسطس
- 12 أغسطس – كارلوس براون (مواليد 1882) لاعب كرة قدم أرجنتيني.